# Accord de libre-échange entre la Chine et le Pérou

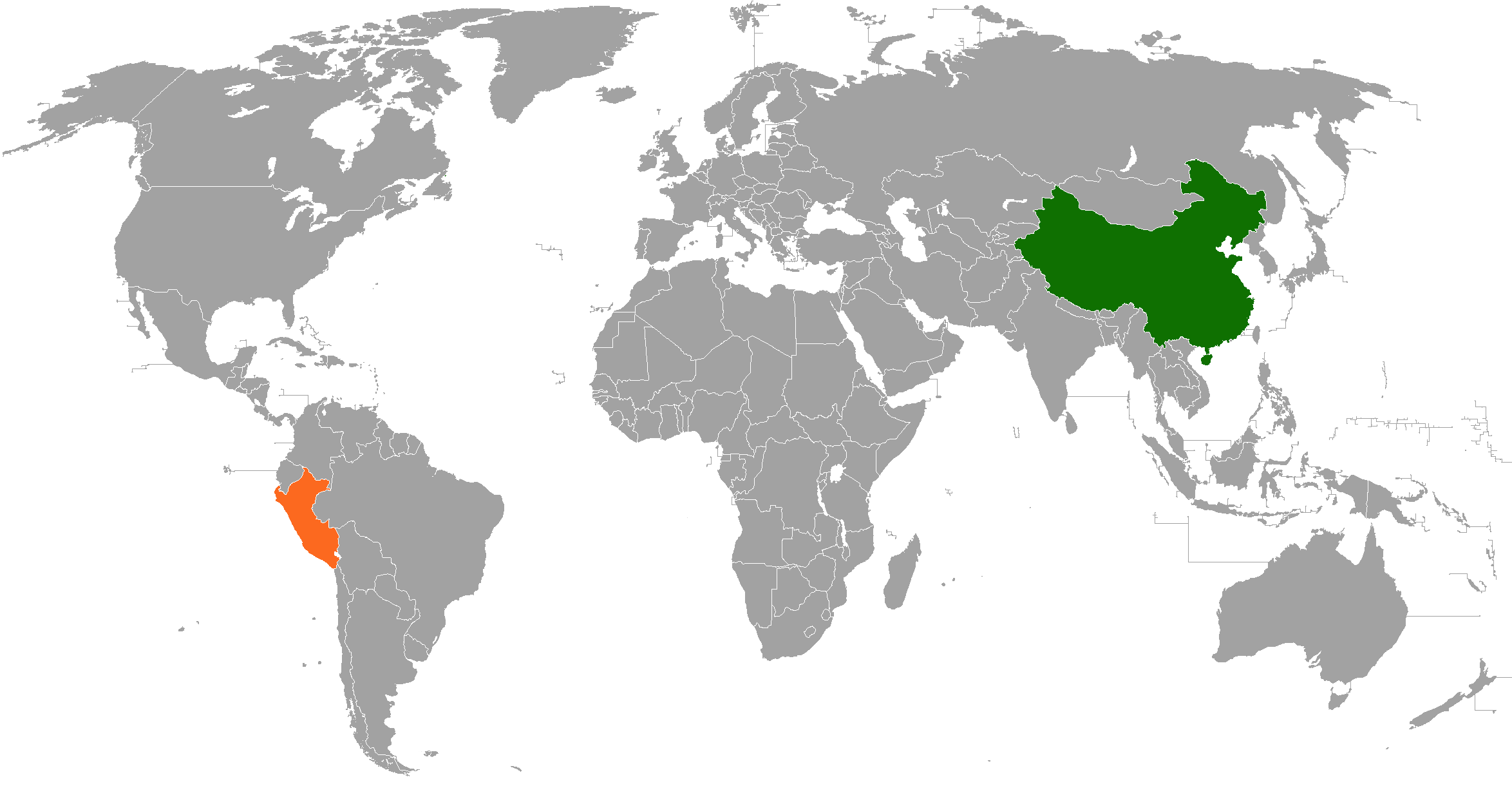
En vert, C'est la Chine et en Orange, il s'agit du Pérou.

L'accord de libre-échange entre la Chine et le Pérou est un accord de libre-échange signé en avril 2009 et mis en application le 1er mars 2010. 61,2 % des produits représentant 83,5 % des exportations vers la Chine, contre 62,7 % des produits représentant 61,8 % des exportations vers le Pérou, sont concernés par cet accord. Cet accord ne concerne pas les droits de douane du Pérou sur le textile, les vêtements ou la mécanique, ni les droits de douane de la Chine sur le bois ou sur les produits agricoles.
Un nouvel accord de libre-échange est signé entre les deux pays en mais 2023, accord qui concerne 99 % des produits échangés entre les deux pays, avec également certaines productions agricoles inclus dans le traité comme les crevettes, la caco, le café ou les bananes.